# Allyson Swaby
Allyson Swaby (Hartford, 1996. október 3. –) amerikai születésű jamaicai női labdarúgó. Az Angel City védőjátékosa.

## Pályafutása
A Boston College hallgatójaként 2014-ben került az intézmény női focicsapatába. Itt töltött négy éve alatt 73 meccsen lépett pályára.

### Klubcsapatokban
Tanulmányai után az izlandi Fjarðabyggðben, a Fjarðab/Höttur/Leiknir csapatánál kötött ki. A harmadosztályú együttesnél 11 meccsen szerepelt, melyeken 5 találatot jegyzett.
Eredményei felkeltették az Roma figyelmét és az olasz fővárosban folytatta pályáját. Négy szezont húzott le a Giallorossiknál, akikkel egy bajnoki ezüstérmet zsebelhetett be 2021–22-ben. 55 mérkőzés és 2 gól után azonban távozott és az National Women's Soccer League újoncához, az Angel Cityhez szerződött.

### A válogatottban
Az Antigua és Barbuda elleni 9–0-ás 2019-es vb-selejtező mérkőzés alkalmával mutatkozhatott be a válogatottban.
Jamaica színeiben részt vett a 2019-es világbajnokságon.

## Sikerei

### Klubcsapatokban
Olasz bajnoki ezüstérmes (1):
- Roma (1): 2021–22

 Olasz kupagyőztes (1):
- Roma (1): 2020–21

### A válogatottban
- Aranykupa bronzérmes (2): 2018,[4] 2022[5]

## Magánélete
Húga Chantelle szintén tagja a Jamaicai válogatottnak.